# Neku
Neku és una llengua austronèsia parlada majoritàriament a l'àrea tradicional d'Ajië-Aro, als municipis de Bourail i Moindou, a la Província del Nord, Nova Caledònia. Té només 130 parlants i és una llengua amenaçada.